# 特拉比亚
特拉比亚（義大利語：Trabia），是意大利西西里大区巴勒莫广域市的一个市镇。总面积20.46平方公里，人口9546人，人口密度466.6人/平方公里（2009年）。ISTAT代码为082073。